# HEART OF RAINBOW (THE ALFEEの曲)
『HEART OF RAINBOW』（ハートオブレインボー）は、2025年7月30日に発売されたTHE ALFEEの74枚目のシングル。

## 概要
デビュー51周年記念シングル。
前作『KO.DA.MA./ロマンスが舞い降りて来た夜』から1年ぶりのシングル。タイトルチューン、C/W共にノータイアップ曲。
C/W曲の「丁寧言葉Death!」は、初の試みとしてデスヴォイスが入れられており、レコーディングではメタルバンドDEVILOOFの桂佑がゲストボーカルとして参加した。高見沢が同バンドの楽曲「因習」のMVを見たのをきっかけにコラボに至ったという。
通常盤に加え、ジャケットとボーナス・トラックの異なる初回限定盤3種類の合計4種類で発売。
各盤収録・3曲目のボーナス・トラックは、2024年8月にKアリーナ横浜で開催された夏のイベント「50年目の夏祭り」のライブ音源である。

## 収録曲
- 全作詞・作曲：高見沢俊彦　1,2編曲：高見沢俊彦・本田優一郎

### 通常盤(TYCT-30155)[1]
1. HEART OF RAINBOW
2. 丁寧言葉Death!
3. 白夜 -byaku-ya-（50年目の夏祭り 2024 Live Ver.）

### 初回限定盤A(TYCT-39280)[5]
1. HEART OF RAINBOW
2. 丁寧言葉Death!
3. Heart Of Justice（50年目の夏祭り 2024 Live Ver.）

### 初回限定盤B(TYCT-39281)[6]
1. HEART OF RAINBOW
2. 丁寧言葉Death!
3. 風曜日、君をつれて（50年目の夏祭り 2024 Live Ver.）

### 初回限定盤C(TYCT-39282)[7]
1. HEART OF RAINBOW
2. 丁寧言葉Death!
3. Musician -2024-（50年目の夏祭り 2024 Live Ver.）